# Émile Jonassaint
Émile Jonassaint (Port-de-Paix, 20 maggio 1913 – Port-au-Prince, 24 ottobre 1995) è stato un politico haitiano.
È stato Presidente di Haiti dal giugno 1993 all'ottobre 1994 per un periodo provvisorio. Si insediò infatti in qualità di Presidente della Corte Suprema di Giustizia dopo che il regime militare portò Jean-Bertrand Aristide, il Presidente eletto, fuori dal Paese.